# Gravesham

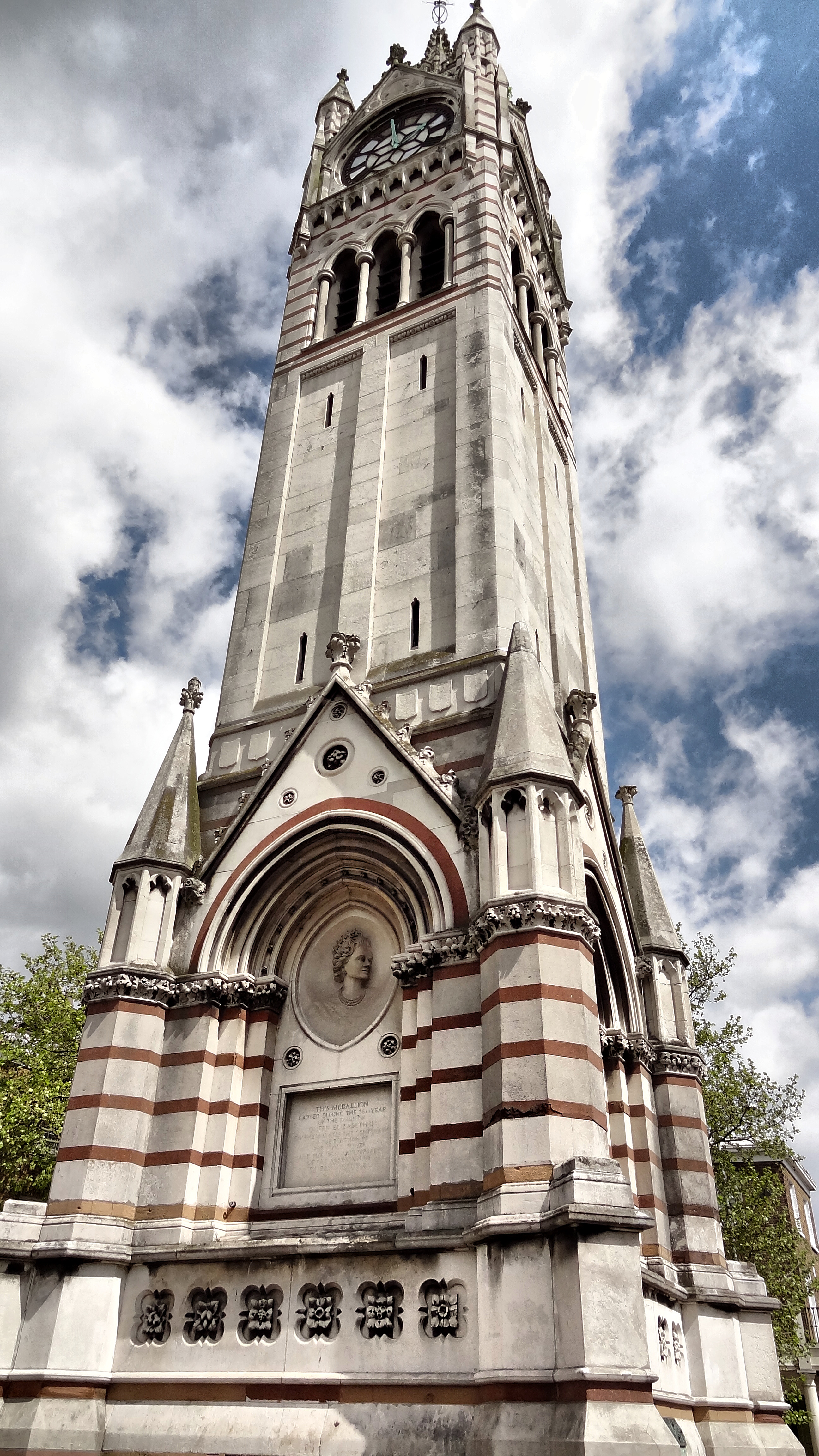
Wieża zegarowa w Gravesend

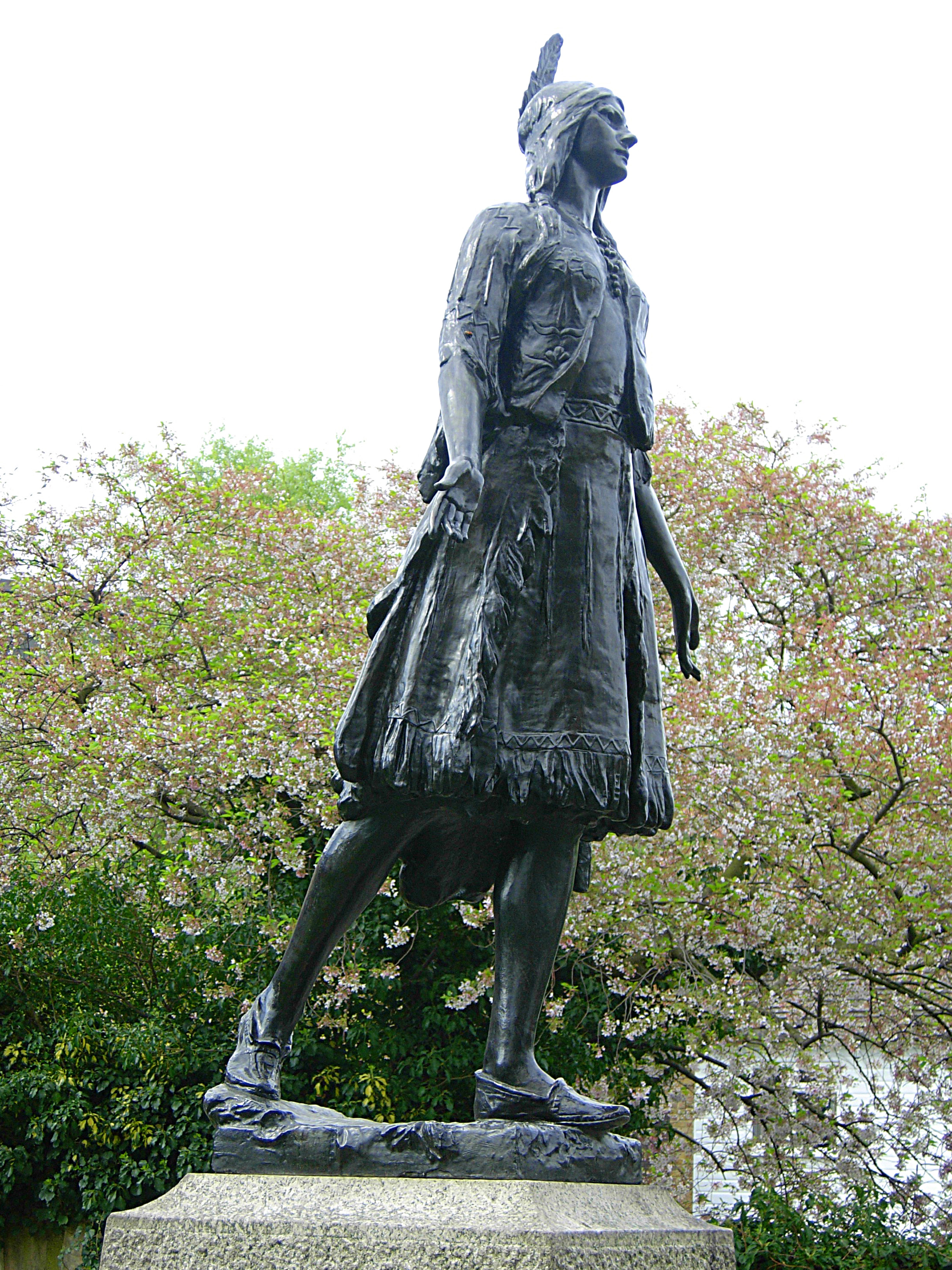
Rzeźba Pocahontas

Borough of Gravesham – dystrykt w Anglii, w północno-zachodniej części hrabstwa Kent. Centrum administracyjne dystryktu znajduje się w Gravesend.
Dystrykt ma powierzchnię 99,02 km², od północy graniczy przez rzeką Tamizę z dystryktem Thurrock w hrabstwie Essex, od zachodu z dystryktami Dartford i Sevenoaks, od południa z dystryktem Tonbridge and Malling, zaś od wschodu z dystryktem Medway – wszystkie w hrabstwie Kent. Zamieszkuje go 101 702 osób.
W pierwszej połowie XX wieku na terenie obecnego dystryktu Gravesham znajdowało się lotnisko, na którym w trakcie II wojny światowej stacjonowały dywizjony Royal Air Force (m.in. przez krótki okres Dywizjon 306) i z którego w 1939  roku wystartował Alex Henshaw ustanawiając rekord w samotnym locie na trasie do Kapsztadu  i z powrotem,  który został poprawiony dopiero po 70 latach w 2009 roku przez Charlesa Stobbart. W centrum administracyjnym dystryktu w Gravesend przy kościele św. Jerzego została pochowana Pocahontas, na terenie którego znajduje się przedstawiająca ją rzeźba.

## Podział administracyjny
Dystrykt obejmuje miasta Gravesend i Northfleet oraz sześć civil parish:
- Cobham
- Higham
- Luddesdown
- Meopham
- Shorne
- Vigo

Dystrykt dzieli się na 19 okręgów wyborczych:
| - Central - Chalk - Coldharbour - Higham - Istead Rise - Meopham North - Meopham South & Vigo - Northfleet North - Northfleet South - Painters Ash | - Pelham - Riverside - Riverview - Shorne, Cobham & Luddesdown North - Shorne, Cobham & Luddesdown South - Singlewell - Westcourt - Whitehill - Woodlands |

## Demografia
W 2011 roku dystrykt Gravesham miał 101 702 mieszkańców. Zgodnie ze spisem powszechnym z 2011 roku dystrykt zamieszkiwało 1242 osoby urodzone w Polsce.
Podział mieszkańców według grup etnicznych na podstawie spisu powszechnego z 2011 roku:
| - Biali Brytyjczycy: 78 422 (77,1%) - Biali Irlandczycy: 791 (0,8%) - Podróżnicy irlandzcy: 320 (0,3%) - Pozostali biali: 4 693 (4,6%) - Mieszani Karaibowie: 564 (0,6%) - Mieszani Afrykanie: 359 (0,4%) - Mieszani Azjaci: 627 (0,6%) - Pozostali mieszani: 516 (0,5%) - Hindusi: 7 538 (7,4%) | - Pakistańczycy: 550 (0,5%) - Banglijczycy: 477 (0,5%) - Chińczycy: 326 (0,3%) - Pozostali Azjaci: 1 713 (1,7%) - Czarni Afrykanie: 2 226 (2,2%) - Czarni Karaibowie: 456 (0,4%) - Pozostali czarni: 203 (0,2%) - Arabowie: 94 (0,1%) - Pozostałe grupy etniczne: 1 845 (1,8%) |

Podział mieszkańców według wyznania na podstawie spisu powszechnego z 2011 roku:
- Chrześcijaństwo -  60,8%
- Islam – 1,9%
- Hinduizm – 0,9%
- Judaizm – 0,1%
- Buddyzm – 0,3%
- Sikhizm – 7,6%
- Pozostałe religie – 0,6%
- Bez religii – 21,5%
- Nie podana religia – 6,3%

## Transport i komunikacja

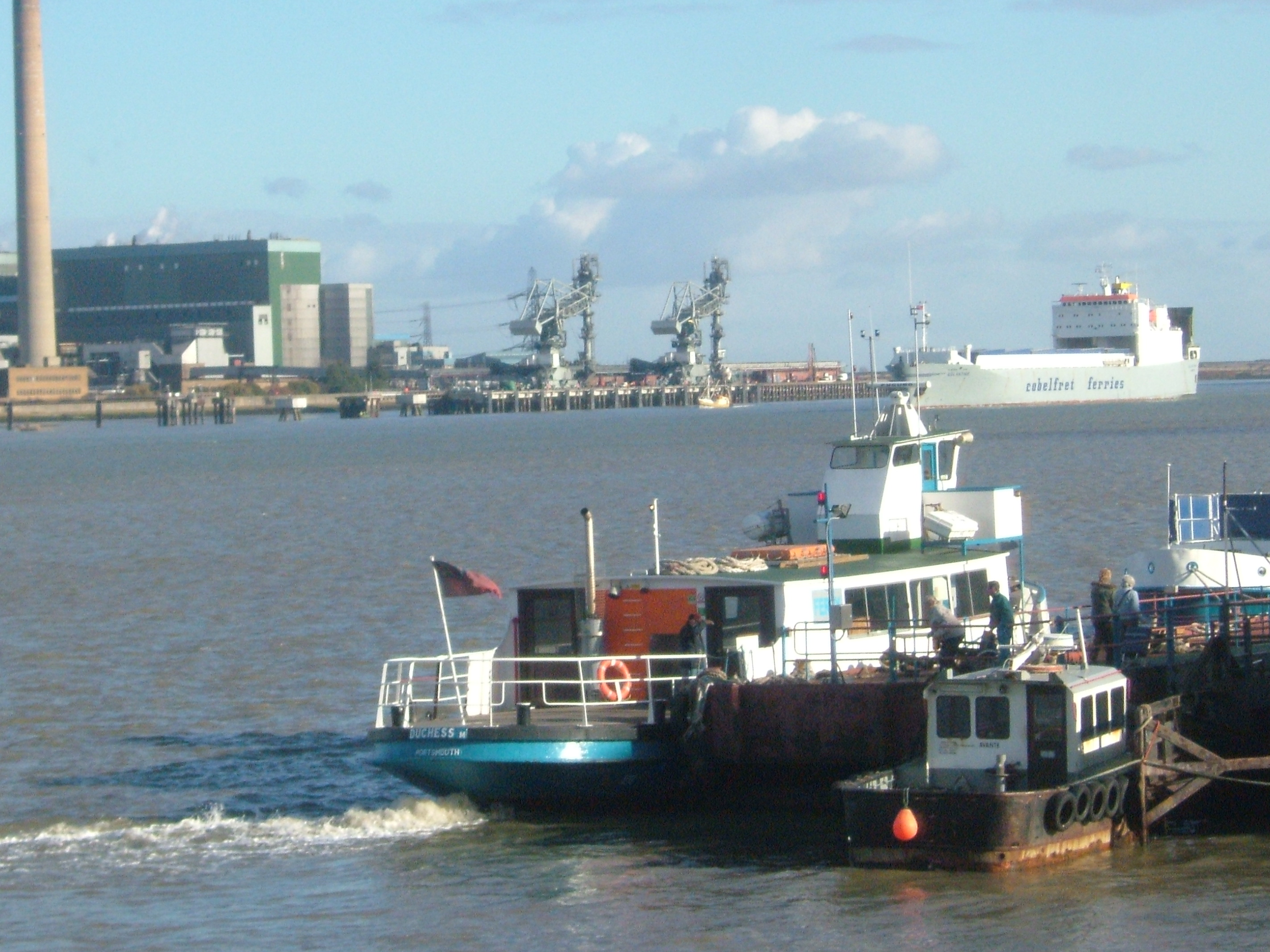
Gravesend Tilbury Ferry

Na terenie dystryktu znajdują się następujące stacje kolejowe:
- Gravesend
- Higham
- Meopham
- Northfleet
- Sole Street

Stacja Gravesend obsługuje linie kolei dużej prędkości High Speed 1, na której jeżdżą pociągi Southeastern Highspeed, z tą różnicą, że poruszają się ŧutaj zwykłymi torami i dopiero na stacji Ebbsfleet International w dystrykcie Dartford wjeżdżają na linię High Speed.
Przez dystrykt przechodzi autostrada M2, a także droga A2 łącząca Dover z centrum Londynu.
Z przystani w Gravesend odpływają statki pasażerskie do Tilbury po drugiej stronie Tamizy.

## Inne miejscowości
Chalk, Cobham, Dode, Harvel, Higham, Istead Rise, Luddesdown, Meopham, Painters Ash, Shorne, Springhead, Vigo Village.